# Tillandsia schiedeana
Tillandsia schiedeana är en gräsväxtart som beskrevs av Ernst Gottlieb von Steudel. Tillandsia schiedeana ingår i släktet Tillandsia och familjen Bromeliaceae. Inga underarter finns listade i Catalogue of Life.

## Bildgalleri

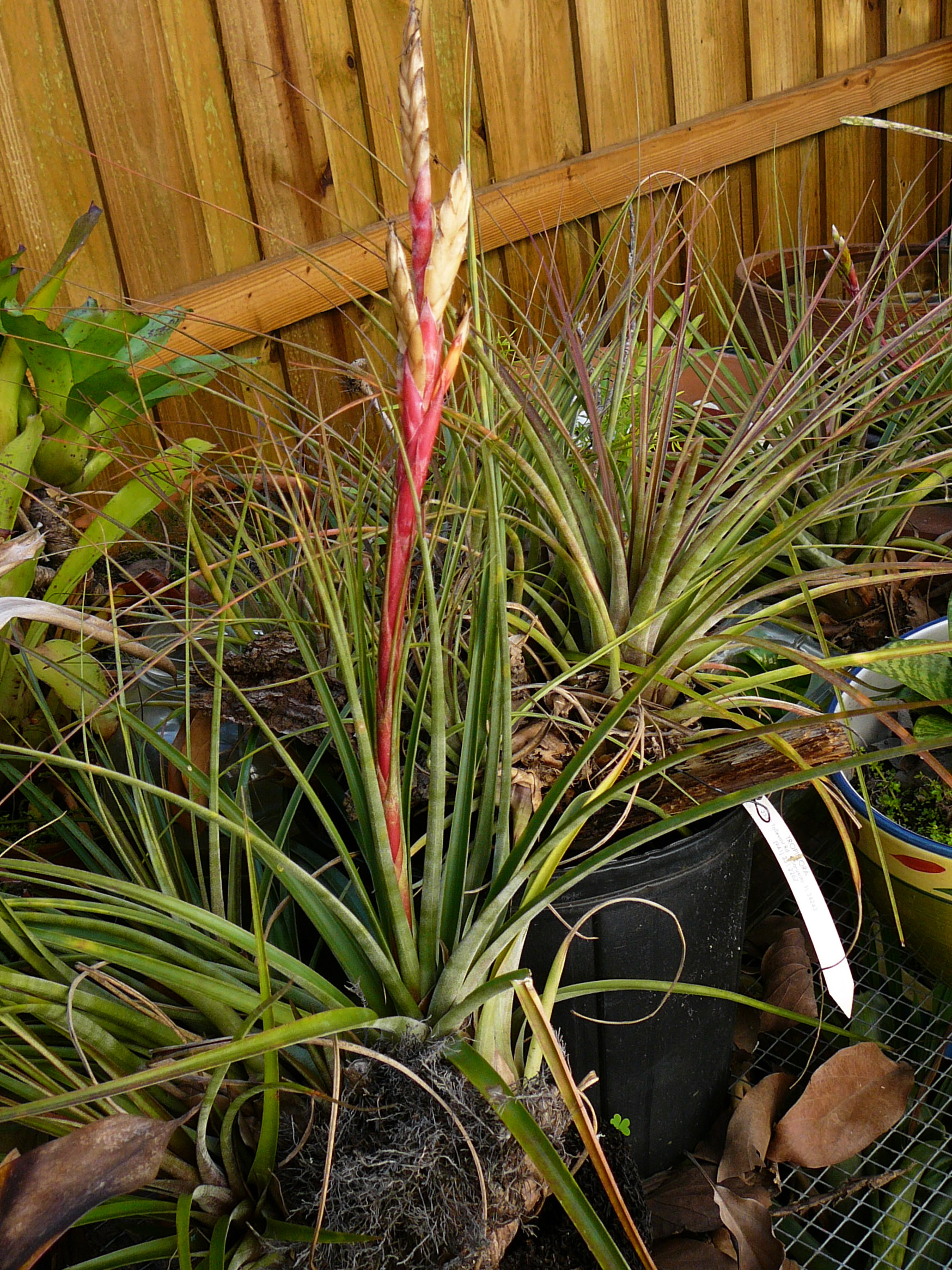